# Albrechtice nad Orlicí
Albrechtice nad Orlicí är en ort i Tjeckien. Den ligger i den centrala delen av landet, 120 km öster om huvudstaden Prag. Albrechtice nad Orlicí ligger 251 meter över havet och antalet invånare är 1 063.
Terrängen runt Albrechtice nad Orlicí är huvudsakligen platt, men åt nordost är den kuperad.Runt Albrechtice nad Orlicí är det ganska tätbefolkat, med 120 invånare per kvadratkilometer. Närmaste större samhälle är Hradec Králové, 18,2 km väster om Albrechtice nad Orlicí. I omgivningarna runt Albrechtice nad Orlicí växer i huvudsak blandskog.